# 新田鎮実
新田 鎮実（にった しげざね）は、戦国時代から安土桃山時代にかけての武将。大友氏、立花氏の家臣。

## 出自
新田義重の庶子の義光（新田冠者）の末裔と称して、鎌倉公方・足利基氏の没後に同族の里見義胤（十郎）を頼って肥後国に下った伝承がある。
その後、義光は菊池武政より肥後益城郡のうち3000貫を、また懐良親王より筑後国生葉郡150町与えられる。
その後裔は、所領を失って、鎮実の父である氏景の代で大友氏幕下となる。

## 略歴
新田遠江守氏景の子として誕生。
大友義鎮（宗麟）より偏諱を受けて鎮実と称し、筑前国上座郡内に知行を与えられる。元亀年中に義鎮の命令により戸次道雪、宗茂附添となり、立花山城籠城戦で奮戦し、感状を与えられる。
天正15年（1587年）、九州平定で下向した豊臣秀吉による国割の結果、筑前上座郡の所領を失って大友氏を去り、同年中に宗茂に仕える。慶長5年（1600年）、徳川家康より関ヶ原の戦いで西軍に与した宗茂の討伐を命じられた鍋島氏との合戦である江上表の戦いで流矢で戦死する。
子孫は新田氏流世良田氏の後裔を称する徳川将軍家に遠慮して佐田氏と改称したとされ、柳川藩士として存続。